# رایان فردریکس
ریان فردریکس (انگلیسی: Ryan Fredericks؛ زادهٔ ۱۰ اکتبر ۱۹۹۲) بازیکن فوتبال اهل بریتانیا است.
از باشگاه‌هایی که در آن بازی کرده‌است می‌توان به باشگاه فوتبال فولام، باشگاه فوتبال میلوال، باشگاه فوتبال بریستول سیتی، باشگاه فوتبال وستهام یونایتد، باشگاه فوتبال تاتنهام هاتسپر، باشگاه فوتبال برنتفورد، و باشگاه فوتبال میدلزبرو اشاره کرد.
وی همچنین در تیم ملی فوتبال زیر ۱۹ سال انگلستان بازی کرده‌است.